# Ляпинцы
Ляпинцы (укр. Ляпинці) — село в Хмельницком районе Хмельницкой области Украины.
Население по переписи 2001 года составляло 267 человек. Почтовый индекс — 31307. Телефонный код — 382. Занимает площадь 0,6 км². Код КОАТУУ — 6825083003.

## Местный совет
31307, Хмельницкая обл., Хмельницкий р-н, с. Захаровцы, ул. Советская, 50